# Eva Wittocx
Eva Wittocx (Mechelen, 1975) is een Belgische kunsthistorica, curator en auteur.
Wittocx studeerde Kunstwetenschappen aan de Katholieke Universiteit Leuven en is sinds juni 2009 afdelingshoofd hedendaagse kunst en senior curator van het M - Museum Leuven. Ze bracht er onder andere tentoonstellingen met Patrick Van Caeckenbergh, Ugo Rondinone, Mika Rottenberg, Markus Schinwald en Peter Buggenhout.
Van 2006 tot 2009 was ze curator in het multidisciplinaire Kunstencentrum STUK, waar ze tentoonstellingen programmeerde en een nieuw jaarlijks performancefestival Playground lanceerde. Sinds 2010 is dit festival een samenwerking tussen STUK en Museum M.
Tussen 1997 en 2006 werkte ze als curator in het Gentse S.M.A.K., waar ze nauw samenwerkte met directeur en curator Jan Hoet. Ze organiseerde er onder andere tentoonstellingen met Jannis Kounellis, Joëlle Tuerlinckx, Bernard Frize, Dora Garcia en Willem Oorebeek.
In 2017 vertegenwoordigde Eva Wittocx België op de Biënnale van Venetië, als curator met kunstenaar Dirk Braeckman.
Ze schrijft regelmatig over hedendaagse kunst en kunstenaars voor kunstcatalogi en tijdschriften. Ze was ook een tijd Belgische correspondent voor Flash Art International. Ze is regelmatig gastdocent en zetelt in een aantal commissies.
- Gemeinsame Normdatei: 1175982563
- Virtual International Authority File: 1540154867591760100004
- WorldCat: E39PBJgxrHXQHxDpYrMqBg6Frq